# Virgin (álbum de Lorde)
Virgin —en español: Virgen— es el cuarto álbum de estudio de la cantautora neozelandesa Lorde. Fue lanzado el 27 de junio de 2025 a través de Universal Music New Zealand y Republic Records. «What Was That» fue lanzado como primer sencillo el 24 de abril de 2025, seguido por «Man of the Year» el 29 de mayo y «Hammer» el 20 de junio.
Virgin recibió aclamación universal por parte de la crítica especializada. En el sitio Metacritic logró una puntuación de 81 sobre 100. Comercialmente, tuvo una destacada recepción, alcanzando la primera posición en las listas de álbumes más vendidos de 5 países, como Australia, Austria, Bélgica, Nueva Zelanda, y el Reino Unido, marcando su primer número uno en la lista oficial del UK Albums Chart.

## Antecedentes y promoción
Tras el lanzamiento de su tercer álbum de estudio, Solar Power (2021), Lorde solo daba actualizaciones esporádicas y pistas de estar en el estudio de grabación. En febrero de 2023, confirmó a Ensemble Magazine que había comenzado a trabajar en su cuarto álbum de estudio, admitiendo que tardaría mucho en volver. En julio de 2024, compartió un breve video con nueva música en sus historias de Instagram. Al mes siguiente, se confirmó que trabajaría con el músico estadounidense Jim-E Stack para el álbum.
El 24 de abril de 2025, Lorde lanzó «What Was That», su primer lanzamiento solista en casi cuatro años. La canción se publicó como el sencillo principal de su cuarto álbum, aún no anunciado. Para su promoción fue filmado un video musical en Nueva York donde fue incluida una actuación sorpresa de la cantante en Washington Square Park a principios de esa semana antes del día de lanzamiento del sencillo. El disco compuesto  por 11 canciones lo anunció el 30 de abril en redes sociales, detallando el lanzamiento y sus colaboradores musicales. El anuncio y lanzamiento de Virgin se produce tras el histórico intervalo de cuatro años entre sus álbumes anteriores, Pure Heroine, Melodrama y Solar Power, publicados en 2013, 2017 y 2021, respectivamente.
El segundo sencillo, titulado «Man of the Year», fue anunciado el 19 de mayo de 2025 mediante  sus redes sociales, junto a su portada fotografiada por Talia Chetrit. Lorde describió la canción como “una ofrenda salida de lo más profundo de mí” y aseguró que es “la canción de la que más orgullosa estoy en Virgin”. El lanzamiento del tema está previsto para la última semana de mayo. Al día siguiente, compartió un adelanto de 18 segundos en TikTok, acompañado de un video en la playa con la leyenda: “I DIDN’T THINK HE’D APPEAR”.
Lorde coprodujo el álbum junto a Jim-E Stack, con composiciones y contribuciones adicionales de producción de Dev Hynes, Dan Nigro, Fabiana Palladino, Andrew Aged y Buddy Ross. Spike Stent y Tom Elmhirst fueron reclutados para la mezcla del disco, mientras que la masterización estuvo a cargo de Chris Gehringer.
La portada del disco es una radiografía de la pelvis con la hebilla de un cinturón, la cremallera de un pantalón y un DIU. Lorde describe Virgin como «claro» y de «total transparencia», su intento de «crear un documento» que refleja su feminidad, la cual describe como «cruda, primitiva, inocente, elegante, sincera, espiritual y masculina».

## Recepción

### Comentarios de la crítica
Virgin recibió reseñas mixtas, generalmente positivas, por parte de la crítica especializada, que lo destacó como un regreso a sus raíces synth pop con un enfoque fresco y experimental. Los críticos elogiaron su fusión de géneros, la solidez de su producción y su equilibrio entre la libertad y la introspectiva del pop. En el sitio Metacritic, acumuló 81 puntos de 100 sobre la base de 8 reseñas profesionales.
Olivia Horn de Pitchfork escribió que si bien el álbum «tiene sus raíces de alguna manera en su pasado [de Lorde], es una oda cruda, tierna y a menudo trascendente a la libertad y la transformación», y agregó que «se siente como un portal a cualquier lugar al que quieras ir». Maya Georgi de Rolling Stone escribió que Lorde «redefine quién quiere ser en su disco más introspectivo hasta el momento», y agregó que «no está tratando de capturar algo del pasado, sino que se inclina hacia el caos de la reinvención». Jem Aswad de Variety elogió la producción «dominada por la electrónica», que «combina perfectamente con las letras, subiendo y bajando con las emociones, retrocediendo o amontonándose para generar impacto».
En una reseña mixta, Paolo Ragusa de Consequence escribió que «el desafío de Virgin, especialmente dada su brevedad, es que no logra dejar una fuerte impresión» porque «incluso con la convicción vocal de Lorde, las melodías a menudo carecen de pegajosidad y tienden a serpentear». Alex Rigotti de la revista, NME, pensó que «en cuanto al sonido, Lorde da algunos grandes giros sin perder de vista quién es» en el álbum, aunque «hay momentos en los que la producción se siente un poco mal juzgada». James Mellen de The Arts Desk, escribió: «Los puntos destacados están en las pistas más animadas y de ritmo rápido, pero aparte de "What Was That" nada alcanza el territorio de un sencillo pop clásico real. Virgin es un esfuerzo sólido, pero principalmente es todo suave y sin drama».

### Rendimiento comercial
En los Estados Unidos, Virgin debutó en el número dos del Billboard 200 con 71 mil unidades equivalentes a álbumes vendidas, convirtiéndose en la mejor semana de ventas para Lorde desde 2017 con Melodrama. De la cifra total, 42 mil unidades corresponden a ventas físicas, a su vez, de las ventas físicas de su primera semana, 31 mil copias fueron en vinilo, marcando la mayor semana de ventas en este formato en su carrera, lo que la llevó a encabezar el Top Vinyl. Además el álbum logró alcanzar la cima de otras cuatro listas como el Top Album Sales, Top Rock & Alternative Albums, Top Alternative Albums, y el Indie Store Album Sales de Billboard.

## Lista de canciones
- El álbum está conformado por 11 canciones.[5][11]

| Virgin |                           | |                                    |          |  |
| N.º    | Título                    | Escritor(es) | Productor(es)                      | Duración |  |
| 1.     | «Hammer»                  | Ella Marija Lani Yelich-O'Connor James Harmon Stack                                                             | Lorde Jim-E-Stack                  | 3:13     |  |
| 2.     | «What Was That»           | Yelich-O'Connor Stack                                                                                           | Lorde Jim-E Stack Daniel Nigro     | 3:29     |  |
| 3.     | «Shapeshifter»            | Yelich-O'Connor Stack Andrew Aged Rob Moose                                                                     | Lorde Jim-E-Stack                  | 4:17     |  |
| 4.     | «Man of the Year»         | Yelich-O'Connor Stack                                                                                           | Lorde Jim E-Stack                  | 3:00     |  |
| 5.     | «Favourite Daughter»      | Yelich-O'Connor Stack                                                                                           | Lorde Jim-E-Stack                  | 3:28     |  |
| 6.     | «Current Affairs»         | Yelich-O'Connor Stack Fabiana Palladino Louis Anthony Grandison Craig Harrisingh David Harrisingh               | Lorde Jim-E-Stack                  | 3:18     |  |
| 7.     | «Clearblue»               | Yelich-O'Connor Stack                                                                                           | Lorde Jim-E-Stack                  | 1:57     |  |
| 8.     | «GRWM»                    | Yelich-O'Connor Stack                                                                                           | Lorde Jim-E-Stack Buddy Ross       | 2:35     |  |
| 9.     | «Broken Glass»            | Yelich-O'Connor Stack Nigro                                                                                     | Lorde Jim-E-Stack Nigro            | 3:14     |  |
| 10.    | «If She Could See Me Now» | Yelich-O'Connor Stack Palladino William DiSerafino Ronald Ray Bryant Francisco Javier Bautista Jr. Nathan Perez | Lorde Jim-E-Stack Sachi DiSerafino | 2:56     |  |
| 11.    | «David»                   | Yelich-O'Connor Stack                                                                                           | Lorde Jim-E-Stack                  | 3:24     |  |
| 34:51  |                           | |                                    |          |  |

## Créditos y personal
Los créditos fueron adaptados de Apple Music.
Músicos
- Ella Marija Lani Yelich-O'Connor – voz principal (todas las pistas), campanas de viento (11)
- James Harmon Stack – sintetizador (1–6, 8–11), programación de batería (1–6, 8–10), teclados (1–5, 7–11), piano (2, 3, 8, 9), batería (2), bajo (3, 4, 6), glockenspiel (3), caja rítmica (5), guitarra eléctrica (6), programación (7, 11)
- Buddy Ross – sintetizador (1, 8, 10); teclados, piano (1); programación de batería (8)
- Daniel Nigro – sintetizador, guitarra eléctrica, bajo (2, 9); piano (2)
- Andrew Aged – guitarra eléctrica (2, 3, 5, 6, 10), guitarra (9)
- Rob Moose – violín, viola (3)
- Gabriel Cabezas – cello (3)
- Craig Weinrib – batería (3)
- Devonté Hynes – cello, bajo (4); sintetizador, guitarra eléctrica (5)
- Eli Teplin – piano (4, 5), teclados (4), sintetizador (5)
- Devin Hoffman – bajo, guitarra acústica, guitarra eléctrica (10)
- Kyle Crane – batería (10)
- Justin Vernon – guitarra eléctrica, bajo (11)

Técnicos
- James Harmon Stack – ingeniero (1–6, 8–11), mezcla de audio (7)
- Ian Gold – ingeniero de audio (1, 3, 5, 8, 10)
- Mark "Spike" Stent – mezcla de audio (1–3, 5, 8–11)
- Koby Berman – ingeniero adicional (todas las pistas)
- Jack Manning – ingeniero adicional (1, 4, 5, 8)
- Chris Gehringer – masterización (todas las pistas)
- Will Quinnell – masterización (todas las pistas)
- Daniel Nigro – ingeniero adicional (2, 9)
- Rob Moose – ingeniero adicional (3)
- Tom Elmhirst – mezcla de audio (4, 6)
- Bailey Kislak – ingeniero adicional (4)
- Fabiana Palladino – ingeniero adicional (6, 10)
- Austin Christy – ingeniero adicional (7, 9)
- Buddy Ross – ingeniero adicional (8)
- Devin Hoffman – ingeniero adicional (10)
- Kyle Parker Smith – ingeniero adicional (10)

## Posiciones en las listas
| Lista (2025)                                   | Mejor posición |
| ---------------------------------------------- | -------------- |
| Alemania (Offizielle Top 100)                  | 3              |
| Australia (ARIA)                               | 1              |
| Austria (Ö3 Austria)                           | 1              |
| Bélgica (Ultratop Flandes)                     | 1              |
| Bélgica (Ultratop Valonia)                     | 12             |
| Canadá (Billboard Canadian Albums)             | 3              |
| Croacia (HDU)                                  | 16             |
| Dinamarca (Hitlisten)                          | 12             |
| Escocia (Scottish Albums Chart)                | 1              |
| España (PROMUSICAE)                            | 13             |
| Estados Unidos (Billboard 200)                 | 2              |
| Estados Unidos (Top Rock & Alternative Albums) | 1              |
| Finlandia (Suomen virallinen lista)            | 20             |
| Francia (SNEP)                                 | 26             |
| Grecia (IFPI)                                  | 23             |
| Islandia (Tónlistinn)                          | 15             |
| Irlanda (OCC)                                  | 3              |
| Italia (FIMI)                                  | 36             |
| Nueva Zelanda (RMNZ)                           | 1              |
| Noruega (IFPI Norge)                           | 22             |
| Países Bajos (Album Top 100)                   | 2              |
| Portugal (AFP)                                 | 2              |
| Reino Unido (UK Albums Chart)                  | 1              |
| Suecia (Sverigetopplistan)                     | 14             |
| Suiza (Schweizer Hitparade)                    | 3              |

## Historial de lanzamiento
| Región | Fecha               | Formato(s)                       | Discográfica                | Ref.   |
| ------ | ------------------- | -------------------------------- | --------------------------- | ------ |
| Varios | 27 de junio de 2025 | CD descarga digital LP streaming | Universal Music New Zealand | [ 57 ] |